# Joël Smets
Joël Smets, né le 6 avril 1969 à Mol, est un pilote de motocross belge. Il est sacré cinq fois champion du monde dans cette discipline catégorie 500 cm3 et 650 cm3, entre 1995 et 2000.

## Biographie
Surnommé le « Lion flamand », il rejoint le monde des Grand Prix de motocross en 1989. C'est toutefois en 1993 qu'il remporte son premier Grand Prix, à Teutschenthal en Allemagne. Il progresse de nouveau l'année suivante, ajoutant deux nouveaux Grands Prix pour un total de six victoires de manches. Il remporte ensuite son premier titre mondial en 1995 et remporte le premier de ses titres de champion de Belgique. La saison se termine également par une victoire lors du Motocross des nations avec l'équipe belge.
Après une saison perturbée par une blessure qui l'empêche de défendre son titre, il réalise à nouveau un beau triplé : champion du monde, de Belgique et vainqueur des Nations, avec Stefan Everts et Marnicq Bervoets.  L'année suivante, il domine largement sa catégorie avec six victoires de Grand Prix et un gain de treize manches. L'année suivante est marqué par la malchance : il subit de nombreux abandons sur rupture mécanique.
Il retrouve son titre en 2000 après une saison dominée de manière outrancière: 12 victoires sur 16 Grands Prix, marquant des points dans les 32 manches disputées.
L'année suivante, il lutte longtemps contre son compatriote Everts pour le titre mondial malgré une blessure avant finalement de lâcher prise à la suite d'une chute. L'année suivante, à la suite d'une chute puis d'une rupture mécanique, il doit très vite abandonner ses rêves de titre mondial. Il se consacre aux victoires dans les Grands Prix, ajoutant six nouvelles victoires. L'année suivante, il participe à deux championnats du monde: le championnat 650 cm3 et le nouveau championnat MX1. En 650 cm3, il ne rencontre aucune concurrence et remporte aisément son 5e titres, avec 10 victoires sur 11 Grand Prix disputés. En MX1, il est longtemps le principal adversaire, avec le français Mickaël Pichon, de son compatriote Stefan Everts. L'année suivante, une infection  bactérienne à la suite d'une opération au genou le conduit très vite à mettre un terme à sa saison. 
Après une nouvelle saison terminée sur blessures, il décide en septembre 2005 de mettre un terme à sa carrière.
Mais en 2007, il conclut un accord avec BMW pour développer la nouvelle 450 cm3.

## Palmarès
- Champion du monde 500 cm3 en 1995, 1997, 1998, 2000
- Champion du monde 650 cm3 2003
- 57 victoires en Grand Prix
- Vainqueur du motocross des nations 1995 à Sverepec, 1997 à Nismes, 2003 à Zolder

## Distinctions
- Sportif belge de l'année 2000  (trophée décerné par les journalistes sportifs belges)
- Trophée national du Mérite sportif belge 2000